# Eleições municipais de Três Lagoas em 2016
As eleições municipais da cidade brasileira de Três Lagoas ocorreram em 2 de outubro de 2016 para eleger um prefeito, um vice-prefeito e 17 vereadores para a administração da cidade. A prefeita titular é Márcia Moura, que não poderia concorrer à reeleição e encerra o mandato em 31 de dezembro do mesmo ano.
As movimentações pré-campanha ocorreram num contexto de crise política envolvendo um pedido de impeachment do segundo mandato da presidente Dilma Rousseff, do PT.
As convenções partidárias para a escolha dos candidatos ocorreram entre 20 de julho e 5 de agosto. A propaganda eleitoral gratuita em Três Lagoas começou a ser exibida em 26 de agosto e terminou em 29 de setembro.
Os candidatos que disputaram a cadeira de prefeito foram: Angelo Guerreiro (PSDB), Idevaldo Claudino (PTB), Jorge Martinho (PSD) e Paulinho (PHS). Como resultado do pleito, Guerreiro foi eleito com uma diferença de 12.358 votos de Martinho.

## Candidatos
| Nº | Candidato         | Partido | Vice-candidato            | Coligação |
| -- | ----------------- | ------- | ------------------------- | --- |
| 45 | Angelo Guerreiro  | PSDB    | Paulo Salomão (PSDB)      | Juntos por Três Lagoas Partido da Social Democracia Brasileira (PSDB) Solidariedade (SD) Democratas (DEM) Partido Socialista Brasileiro (PSB) Partido da Mobilização Nacional (PMN) Partido Republicano Progressista (PRP) Partido Pátria Livre (PPL) Partido Social Cristão (PSC) Partido Trabalhista do Brasil (PTdoB) Partido Republicano Brasileiro (PRB) Partido Progressista (PP) Partido da República (PR)  |
| 14 | Idevaldo Claudino | PTB     | Sandrinho (PTB)           | A Hora da Mudança é Agora Partido Trabalhista Brasileiro (PTB) Partido Trabalhista Nacional (PTN) Partido Renovador Trabalhista Brasileiro (PRTB) |
| 55 | Jorge Martinho    | PSD     | Fabrício Venturoli (PROS) | União e Fé para uma Mudança de Verdade Partido Social Democrático (PSD) Partido Republicano da Ordem Social (PROS) Partido dos Trabalhadores (PT) Partido Comunista do Brasil (PCdoB) Partido Social Democrata Cristão (PSDC) Partido Verde (PV) Rede Sustentabilidade (REDE) Partido Democrático Trabalhista (PDT) Partido Ecológico Nacional (PEN) Partido Social Liberal (PSL) Partido Popular Socialista (PPS) |
| 31 | Paulinho          | PHS     | Kleber Saraiva (PHS)      | Partido não coligado Partido Humanista da Solidariedade (PHS) |

## Pesquisas
| Data                    | 16/09/2016 | 01/10/2016 |
| Instituto               | Ipems      | Compope    |
| Fonte                   | [ 5 ]      | [ 6 ]      |
| ----------------------- | ---------- | ---------- |
| Angelo Guerreiro (PSDB) | 68,74%     | 58,5%      |
| Jorge Martinho (PSD)    | 12,3%      | 19,2%      |
| Idevaldo Claudino (PTB) | 2,34%      | 3,8%       |
| Paulinho (PHS)          | 0,66%      | 1,6%       |
| Brancos ou Nulos        | –          | 12,5%      |
| Indecisos               | 15,96%     | 4,5%       |

## Resultados

### Prefeito
Resultado das eleições para prefeito de Três Lagoas. 100,00% apurado.
| Partido   | Partido | Candidato         | Votos  | Votos (%) |
| --------- | ------- | ----------------- | ------ | --------- |
|           | PSDB    | Angelo Guerreiro  | 30 033 | 59,11%    |
|           | PSD     | Jorge Martinho    | 17 675 | 34,79%    |
|           | PTB     | Idevaldo Claudino | 2 709  | 5,33%     |
|           | PHS     | Paulinho          | 394    | 0,78%     |
| Totais    | Totais  | Totais            | 50 811 |           |
| Fonte: G1 |         |                   |        |           |

### Vereadores
Os eleitos foram remanejados pelo coeficiente eleitoral destinado a cada coligação. Abaixo a lista com o número de vagas e os candidatos eleitos. O ícone  indica os que foram reeleitos.
| Candidato(a)               | Partido | Coligação                              | Votação        |     |                                        |      |
| -------------------------- | ------- | -------------------------------------- | -------------- | --- | -------------------------------------- | ---- |
| Candidato(a)               | Partido | Coligação                              | Renée Venâncio | PSD | União e Fé para uma Mudança de Verdade | 1669 |
| Sirlene                    | PSDB    | Juntos por Três Lagoas                 | 1386           |     |                                        |      |
| Jorginho do Gás            | PSDB    | Juntos por Três Lagoas                 | 1098           |     |                                        |      |
| André Bittencourt          | PSDB    | Juntos por Três Lagoas                 | 1072           |     |                                        |      |
| Gilmar Garcia              | PSB     | Juntos por Três Lagoas                 | 1013           |     |                                        |      |
| Marcus Bazé                | DEM     | Juntos por Três Lagoas                 | 988            |     |                                        |      |
| Cascão                     | PDT     | União e Fé para uma Mudança de Verdade | 972            |     |                                        |      |
| Marisa Rocha               | PSB     | Juntos por Três Lagoas                 | 961            |     |                                        |      |
| Apóstolo Ivanildo          | PSB     | Juntos por Três Lagoas                 | 902            |     |                                        |      |
| Luiz Akira                 | PSDB    | Juntos por Três Lagoas                 | 895            |     |                                        |      |
| Tonhão                     | PMDB    | —                                      | 891            |     |                                        |      |
| Silverado                  | PSDB    | Juntos por Três Lagoas                 | 887            |     |                                        |      |
| Professor Flodoaldo        | SD      | Juntos por Três Lagoas                 | 846            |     |                                        |      |
| Sargento Rodrigues         | PSC     | Juntos por Três Lagoas                 | 657            |     |                                        |      |
| Davis Martinelli           | PROS    | União e Fé para uma Mudança de Verdade | 651            |     |                                        |      |
| Realino                    | PTdoB   | Juntos por Três Lagoas                 | 629            |     |                                        |      |
| Cristina Assistente Social | SD      | Juntos por Três Lagoas                 | 616            |     |                                        |      |